# Homiletyka

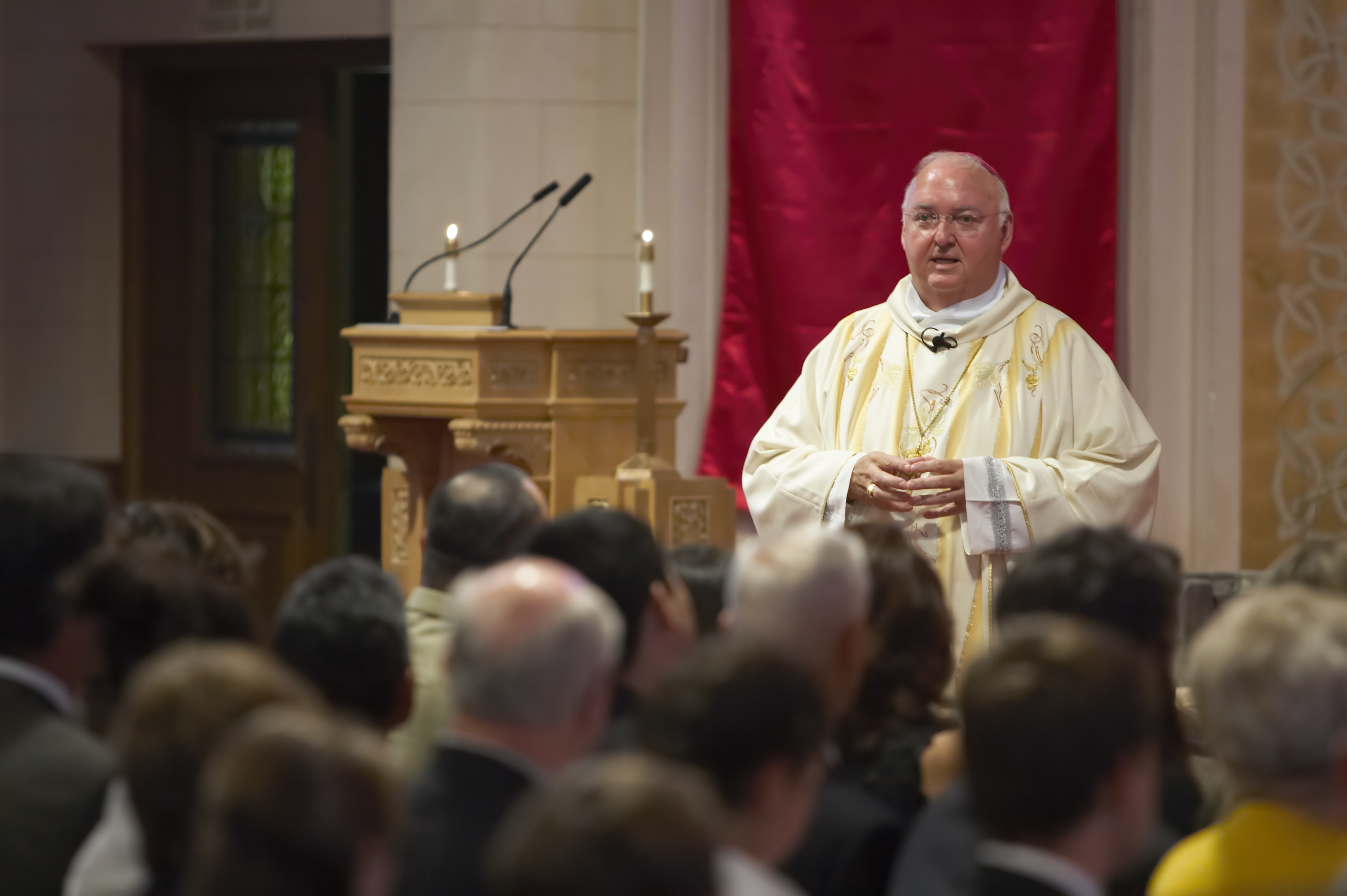
Amerykański biskup Patrick Joseph McGrath wygłaszający homilię

Homiletyka (gr. ὁμιλητική, homilētikē – sztuka przemawiania), kaznodziejstwo – dział teologii zajmujący się głoszeniem kazań. Homilista to inaczej kaznodzieja – wygłasza homilie (kazania), a homiletyk to badacz i teoretyk tej działalności.